# 民衆の敵 (戯曲)
『人民の敵』（じんみんのてき、ノルウェー語原題：En Folkefiende）は、ヘンリック・イプセンによって1882年に書かれた戯曲。映画化もされている。アメリカでの演劇脚本はアーサー・ミラーによって書かれている。

## 物語
19世紀後半、ノルウェーの田舎町で温泉が発見され、町の人々は観光による町おこしを目論む。しかし、開業医トマス・ストックマンは、町の製革所（経営者はトマスの妻の父親）からの廃液が浴場を汚染していることを発見する。彼は兄である町長に源泉の使用中止を進言するが、利益を優先するため経費のかかる温泉の引きなおしは却下され、現実を訴えるために開かれた町民集会でも彼の意見は抹殺されてしまう。彼の医師の倫理と人間としての正義感は民衆にとっては敵でしかないのだった。彼とその家族は次第に孤立して行く。

## 日本語訳
- 『民衆の敵』〔笹部博司の演劇コレクション〕 文庫判・メジャーリーグ 2008年。ISBN 4-434-12786-1
- 原千代海訳「人民の敵」- 『イプセン戯曲全集 4』、未來社 全5巻 1989年
- 竹山道雄訳『民衆の敵』岩波文庫 1939年

## 映画

### 1978年版
『民衆の敵』（原題：An Enemy of the People）は、1978製作・公開、イプセンの同名戯曲をアーサー・ミラーが翻案した戯曲を原作としたアメリカ合衆国の映画である。
- 製作総指揮：スティーブ・マックイーン
- 製作・監督：ジョージ・シェーファー
- 撮影：ポール・ローマン
- 音楽：レナード・ローゼンマン
- 出演
  - スティーブ・マックイーン
  - ビビ・アンデショーン
  - チャールズ・ダーニング

### 2005年版
『人民の敵』（じんみんのてき）は、2005年製作・公開、イプセンの戯曲『民衆の敵』を原作としたノルウェーの映画である。
- 原題：En folkefiende（英題An Enemy of the People）
- 日本公開題：人民の敵
- 2005年、ノルウェー映画、87分
- 監督：エリック・ショービャルグ（エーリク・ショールビャルグ）

イプセンの原作によりつつも、時代を現代に移して携帯電話やテレビの討論番組などのメディアを登場させ、主人公はテレビタレント、その兄をミネラルウォーターの会社の社長とするなど、設定を変更している。
2006年11月9日 - 11日に開催されたイプセン没後100年記念フェスティバル「我々にとってのイプセン」の企画の一つとして、11月10日に早稲田大学小野記念講堂で上映された。

## 上演
- 2006年、燐光群主催、脚本・演出：坂手洋二、大浦みずきほか出演 - イプセン没後100周年記念公演
- 2018年、ジョナサン・マンビィ演出、堤真一、段田安則、谷原章介、安蘭けい出演でシアターコクーンにて上演[1]